# Janja Lipa
Janja Lipa es una localidad de Croacia en el ejido de la ciudad de Kutina, condado de Sisak-Moslavina.

## Geografía
Se encuentra a una altitud de 124 m s. n. m. a 102 km de la capital nacional, Zagreb.

## Demografía
En el censo 2011, el total de población de la localidad fue de 200 habitantes.
| Gráfica de población de Janja Lipa 1857-2011                        |
|                                                                     |
| Según los censos de población de la oficina estadística de Croacia. |